# Kunice, Valjevo
Kunice (izvirno srbsko Кунице) je naselje v Srbiji, ki upravno spada pod Mesto Valjevo; slednja pa je del Kolubarskega upravnega okraja.
- Kunice - panorama
- Kunice - panorama
- Kunice - panorama
- Kunice - panorama
- Kunice - panorama
- Kunice - panorama
- Kunice - panorama
- Kunice - panorama

## Demografija
V naselju, živi 65 polnoletnih prebivalcev, pri čemer je njihova povprečna starost 48,9 let (49,1 pri moških in 48,8 pri ženskah). Naselje ima 27 gospodinjstev, pri čemer je povprečno število članov na gospodinjstvo 2,85.
To naselje je popolnoma srbsko (glede na rezultate popisa iz leta 2002).
|  |

| Demografija | Demografija     | Demografija     |
| Leto        | Št. prebivalcev | Št. prebivalcev |
| ----------- | --------------- | --------------- |
|             |                 |                 |
|             |                 |                 |
|             |                 |                 |
|             |                 |                 |
| 1948        | 215             |                 |
| 1953        | 215             |                 |
| 1961        | 212             |                 |
| 1971        | 196             |                 |
| 1981        | 150             |                 |
| 1991        | 114             | 114             |
| 2002        | 79              | 77              |
|             |                 |                 |

| Etnična sestava po popisu iz leta 2002 | Etnična sestava po popisu iz leta 2002 | Etnična sestava po popisu iz leta 2002 | Etnična sestava po popisu iz leta 2002 | Etnična sestava po popisu iz leta 2002 |
| -------------------------------------- | -------------------------------------- | -------------------------------------- | -------------------------------------- | -------------------------------------- |
| Srbi                                   | Srbi                                   |                                        | 77                                     | 100,0%                                 |
| Neznano                                | Neznano                                |                                        | 0                                      | 0,0%                                   |